# Eulachnesia smaragdina
Eulachnesia smaragdina là một loài bọ cánh cứng trong họ Cerambycidae.